# Bystrička
Bystrička (em húngaro: Turócbeszterce) é um município da Eslováquia, situado no distrito de Martin, na região de Žilina. Tem 19,12 km² de área e sua população em 2018 foi estimada em 1.478 habitantes.

## Demografia
| Ano:        | 1994 | 2004    | 2014   | 2024   |
| ----------- | ---- | ------- | ------ | ------ |
| Broj ljudi: | 1188 | 1379    | 1445   | 1490   |
| Razlika:    |      | +16,07% | +4,78% | +3,11% |

| Ano:               | 2023 | 2024   |
| ------------------ | ---- | ------ |
| Número de pessoas: | 1486 | 1490   |
| Diferença:         |      | +0,26% |